# Medas
Medas ist ein Ort und eine ehemalige Gemeinde (Freguesia) im Norden Portugals.
Medas gehört zum Kreis Gondomar im Distrikt Porto. Die Gemeinde hatte eine Fläche von 10,5 km² und 2132 Einwohner (Stand 30. Juni 2011).
Am 29. September 2013 wurden die Gemeinden Medas und Melres zur neuen Gemeinde União das Freguesias de Melres e Medas zusammengeschlossen.

## Persönlichkeiten
- Luís Teixeira (* 1953), Radrennfahrer